# Система виявлення вторгнень
Система виявлення атак (вторгнень) (англ. intrusion detection system, IDS) — програмний або апаратний засіб, призначений для виявлення фактів несанкціонованого доступу в комп'ютерну систему або мережу або несанкціонованого управління ними в основному через Інтернет. Про будь-яку активність шкідливого ПЗ або про порушення типової роботи централізовано збирається інформація SIEM-системою (англ. security information and event management). SIEM-система обробляє дані отримані від багатьох джерел і використовує методи фільтрування тривог для розрізнення несанкціонованої активності від хибного спрацювання тривоги. Про що оповіщається або адміністратор або операційний центр безпеки.
Деякі системи виявлення вторгнень можуть виявити початок атаки на мережу, причому деякі з них здатні виявляти раніше не відомі атаки. Такі системи називають системами запобігання вторгненням (англ. intrusion prevention system, IPS). IPS не обмежуються лише оповіщенням, але й здійснюють різні заходи, спрямовані на блокування атаки (наприклад, розрив з'єднання або виконання скрипту, заданого адміністратором). На практиці досить часто програмно-апаратні рішення поєднують у собі функціональність двох типів систем. Їх об'єднання називають IDPS (IDS i IPS).
Хоч існує декілька типів IDS, які за розміром варіюються від окремих комп'ютерів до великих мереж, найпоширенішими класифікаціями є системи виявлення вторгнень у мережу (англ. network intrusion detection systems, NIDS) та системи виявлення вторгнень засновані на аналізі хостів (англ. host-based intrusion detection systems, HIDS). Прикладом HIDS буде система, яка відслідковує важливі файли операційної системи, прикладом NIDS буде система, яка аналізує вхідний мережевий трафік. Також можна класифікувати IDS відповідно до методів виявлення загроз: найбільш відомим є виявлення на основі сигнатур (розпізнавання поганих шаблонів, таких як шкідливе ПЗ) та виявлення аномалій (виявлення відхилень від «правильного» трафіку, часто за допомогою машинного навчання).

## Порівняння IDS іфайрвола
Хоча й IDS, і мережевий екран відносяться до засобів забезпечення інформаційної безпеки, мережевий екран відрізняється тим, що обмежує надходження на хост або підмережу певних видів трафіку для запобігання вторгнень і не відслідковує вторгнення, які відбуваються всередині мережі. IDS, навпаки, пропускає трафік, аналізуючи його і сигналізуючи при виявленні підозрілої активності. Виявлення порушення безпеки проводиться звичайно з використанням евристичних правил та аналізу сигнатур відомих комп'ютерних атак. Система яка розриває з'єднання називається системою запобігання вторгненням (англ. Intrusion Prevention System, IPS) і є однією з видів мережевого екрану на рівні застосунку.

## Класифікація IDS
IDS можна класифікувати за місцем виявлення вторгнення (мережа або хост) та методу виявлення, який використовується.

### Аналіз активності

#### Статичні і динамічні IDS
- Статичні засоби роблять «знімки» (snapshot) середовища та здійснюють їх аналіз, розшукуючи вразливе ПО, помилки в конфігураціях і т. д. Статичні IDS перевіряють версії прикладних програм на наявність відомих вразливостей і слабких паролів, перевіряють вміст спеціальних файлів в директоріях користувачів або перевіряють конфігурацію відкритих мережевих сервісів. Статичні IDS виявляють сліди вторгнення.
- Динамічні IDS здійснюють моніторинг у реальному часі всіх дій, що відбуваються в системі, переглядаючи файли аудиту або мережні пакети, що передаються за певний проміжок часу. Динамічні IDS реалізують аналіз в реальному часі і дозволяють постійно стежити за безпекою системи.

#### Мережеві IDS
- Мережеві IDS (англ. Network-based IDS, NIDS) розташовуються в стратегічному місці або у таких місцях мережі, де можливий контроль трафіку всіх пристроїв у мережі. Вони здійснюють контроль усього трафіку даних всієї підмережі та порівнюють трафік, який передається у підмережі з бібліотекою відомих атак. Як тільки розпізнана атака або визначено відхилення у поведінці, відразу відсилається попередження адміністратору. Наприклад, NIDS встановлюють у підмережі, де розташовані мережеві екрани, щоб побачити, чи намагається хтось втрутитися в брандмауер.

Ще один приклад, коли NIDS-система, контролює велике число TPC-запитів на з'єднання (SYN) з багатьма портами на обраному комп'ютері, виявляючи, таким чином, що хтось намагається здійснити сканування TCP — портів. Мережева IDS може запускатися або на окремому комп'ютері, який контролює свій власний трафік, або на виділеному комп'ютері, прозоро переглядають весь трафік у мережі (концентратор, маршрутизатор). Мережеві IDS контролюють багато комп'ютерів, тоді як інші IDS контролюють тільки один. Прикладом мережевої IDS є Snort.

#### Хостові IDS
- IDS, які встановлюються на хості і виявляють зловмисні дії на ньому називаються хостовими або системними IDS. Прикладами хостових IDS можуть бути системи контролю цілісності файлів, які перевіряють системні файли з метою визначення, коли в них були внесені зміни. Монітори реєстраційних файлів (Log — file monitors, LFM), контролюють реєстраційні файли, створювані мережевими сервісами і службами. Обманні системи, що працюють з псевдосервісами, мета яких полягає у відтворенні добре відомих вразливостей для обману зловмисників.

### Методи виявлення

#### Аналіз сигнатур і протоколів
- Аналіз сигнатур був першим методом, застосованим для виявлення вторгнень. Він базується на простому понятті збігу послідовності зі зразком. У вхідному пакеті проглядається байт за байтом і порівнюється з сигнатурою (підписом) — характерним рядком програми, що вказує на характеристику шкідливого трафіку. Такий підпис може містити ключову фразу або команду, яка пов'язана з нападом. Якщо збіг знайдено, оголошується тривога.
- Другий метод аналізу полягає в розгляді строго форматованих даних трафіку мережі, відомих як протоколи. Кожен пакет супроводжується різними протоколами. Кожен протокол має кілька полів з очікуваними або нормальними значеннями. Якщо що-небудь порушує ці стандарти, то ймовірна зловмисність. IDS переглядає кожне поле всіх протоколів вхідних пакетів: IP, TCP, і UDP. Якщо є порушення протоколу, наприклад, якщо він містить несподівані значення в одному з полів, оголошується тривога.
  - PIDS (Protocol — based IDS) являє собою систему (або агента), яка відстежує і аналізує комунікаційні протоколи з пов'язаними системами або користувачами. Для вебсервера подібна IDS зазвичай веде спостереження за HTTP і HTTPS протоколами. При використанні HTTPS IDS повинна розташовуватися на такому інтерфейсі, щоб переглядати HTTPS пакети ще до їх шифрування і відправки в мережу.
  - APIDS (Application Protocol — based IDS) — це система (або агент), яка веде спостереження та аналіз даних, переданих з використанням специфічних для певних програм протоколів. Наприклад, на вебсервері з SQL базою даних IDS буде відслідковувати вміст SQL команд, що передаються на сервер.

#### Виявлення аномалій
Системи виявлення вторгнень на основі аномалій були здебільшого введені для виявлення невідомих атак, почасти через стрімкий розвиток шкідливих програм. Основний підхід полягає у використанні машинного навчання, щоб створити модель правдоподібної діяльності, з якою потім порівняється нова поведінку. Хоча такий підхід і дозволяє виявити невідомі види атак, але з недоліків є наявність хибно позитивних спрацювань: невідома раніше законна діяльність може бути також класифікована як шкідлива.

## Класифікація IPS
- Мережеві IPS (Network — based Intrusion Prevention, NIPS): відстежують трафік в комп'ютерній мережі і блокують підозрілі потоки даних.
- IPS для бездротових мереж (Wireless Intrusion Prevention Systems, WIPS): перевіряє активність в бездротових мережах. Зокрема, виявляє невірно сконфігуровані точки бездротового доступу до мережі, атаки людина посередині, спуфинг MAC-адрес.
- Поведінковий аналіз мережі (Network Behavior Analysis, NBA): аналізує мережевий трафік, ідентифікує нетипові потоки (виявляє аномалії), наприклад DoS і DDoS атаки.
- Система попередження вторгнень для окремих комп'ютерів (Host — based Intrusion Prevention, HIPS): резидентні програми, які виявляють підозрілу активність на комп'ютері.